# الصوفي (المحفد)

تعديل مصدري - تعديل

الصوفي هي إحدى قرى عزلة المحفد بمديرية المحفد التابعة لمحافظة أبين، بلغ تعداد سكانها 184 نسمة حسب تعداد اليمن لعام 2004.